# Ivar Wahlgren
Ivar Hugo Wahlgren (Värmdö; 27 de agosto de 1901 - Vällingby; 19 de junio de 1983), más conocido como Ivar Wahlgren, fue un actor y cantante sueco.

## Biografía
Es hijo del abogado sueco Carl August Wahlgren y de Anna Amalia Mellgren-Wahlgren, tiene un hermano: el abogado Nils August Wahlgren y una hermana Elin Wahlgren-Lignell. 
Sus tíos maternos son Hulda Johanna Fredrika Ekstrand, Anders Mellgren y Olof Erik August Mellgren. 
Por parte de su padre sus abuelos son Anders Magnus Wahlgren y Anna Mariana Josefina Loenbom, y por parte de su madre sus abuelos son Johan August Mellgren y Hulda Christina Lovisa Mellgren. Es bisnieto del sacerdote sueco Carl Johan Loenbom.
Es tío de Nils-Henrik Wahlgren y Micaela Wahlgren (hijos de su hermano Nils).
En 1932 se casó con la actriz sueca Nina Scenna, la pareja tuvo un hijo, el actor sueco Hans Wahlgren en 1937. Lamentablemente el matrimonio terminó el 16 de septiembre de 1981 cuando Nina murió.
Sus nietos son los actores suecos Niclas Wahlgren, la actriz Pernilla Wahlgren, el banquero Peter Wahlgren y el actor Linus Wahlgren.
Sus bisnietos son: el DJ sueco Oliver Ingrosso, el compositor Benjamin Wahlgren Ingrosso y la cantante Bianca Wahlgren Ingrosso y Theodor "Theo" Wahlgren (hijos de Pernilla), también de Tim Wahlgren, Kit Wahlgren (hijos de Niclas), Love Linn Wahlgren, Colin Wahlgren (hijos de Linus) y Hugo Wahlgren (hijo de Peter).
El 19 de junio de 1983 Ivar murió en Vällingby, Estocolmo, Provincia de Estocolmo, en Suecia.

## Carrera
En teatro apareció en las obras Paradiset, Prinsessan av Trebizonde, Rosen på Tistelön y en Hin och smålänningen.
Trabajó en revistas del periodista Emil Norlander donde realizó la columna "I grevens tid" (junto a su esposo August en 1892).

## Filmografía

### Series de televisión
| Año         | Título           | Personaje          | Notas       |
| ----------- | ---------------- | ------------------ | ----------- |
| 1978        | Bevisbördan      | Cliente en el Taxi | miniserie   |
| 1951 - 1955 | Foreign Intrigue | Varios Personajes  | 7 episodios |

### Películas
| Año  | Título    | Personaje    | Notas                                                                                                 |
| ---- | --------- | ------------ | --- |
| 1975 | Stumpen   | Propietario  | junto a Håkan Serner, Leif Ahrle, Per-Axel Arosenius, Olof Bergström, Ingrid Boström y Stefan Böhm    |
| 1964 | Henrik IV | Lord Mowbray | junto a Erik Hell, Kristina Adolphson, Lissi Alandh, Carl-Olof Alm, Per-Axel Arosenius y Hans Bendrik |

### Teatro
| Año | Obra        | Personaje | Teatro                | Notas |
| --- | ----------- | --------- | --------------------- | ----- |
| -   | Mäster Olof | -         | Swedish Radio Theatre | -     |